# Égout
Pour les articles homonymes, voir Égout (homonymie).

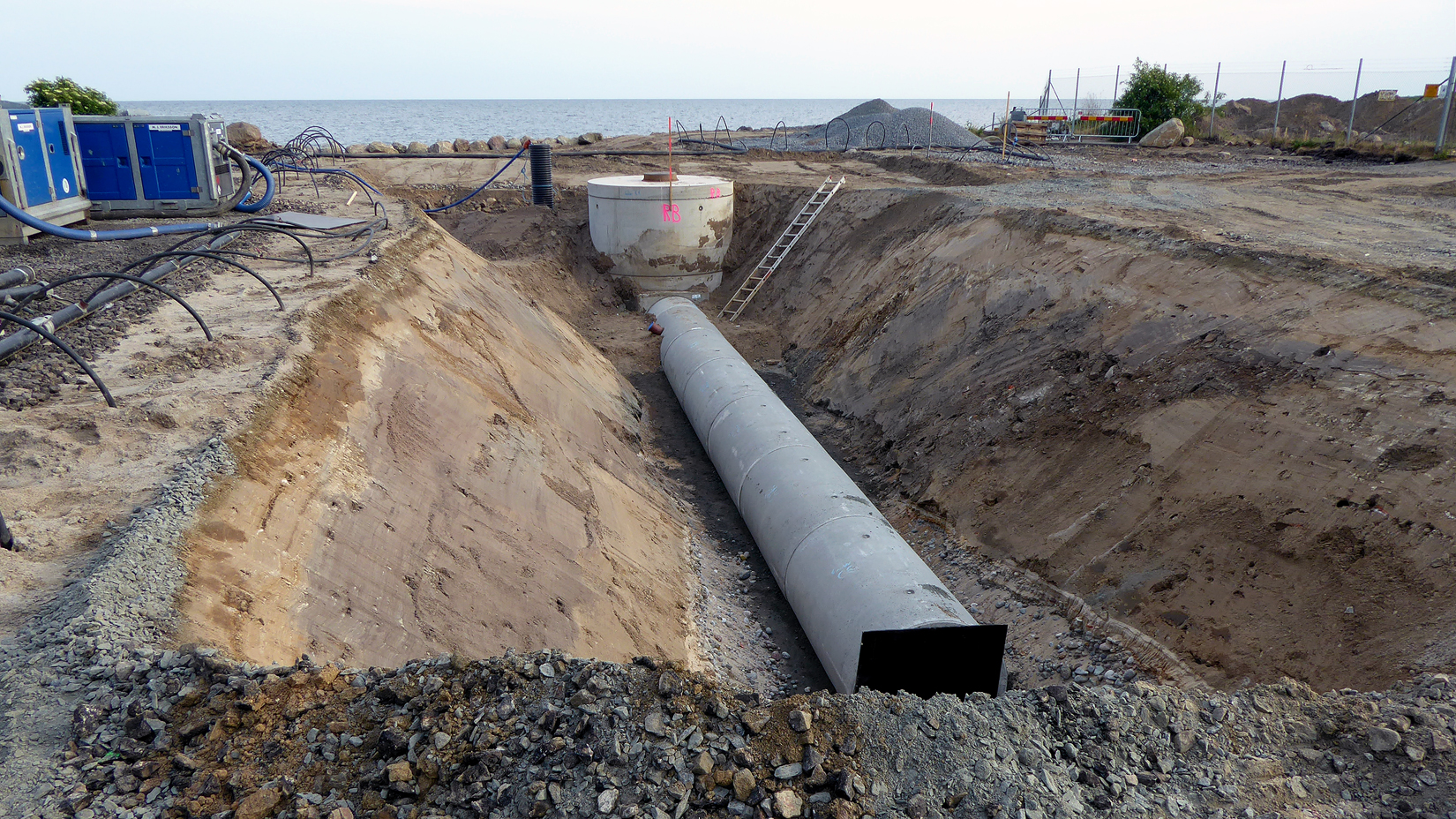
Égout en construction dans la ville portuaire d'Ystad, Suède.

Le plus fréquemment souterrain, un égout est une canalisation ou une conduite en maçonnerie destinée à collecter et à évacuer les différentes eaux, qu'elles soient naturelles telles que les eaux de ruissellement et les eaux pluviales ou produites par l'activité humaine comme les eaux de lavage, les eaux de drainage ou encore les eaux usées (eaux ménagères et eaux-vannes ; eaux grises).

## Historique

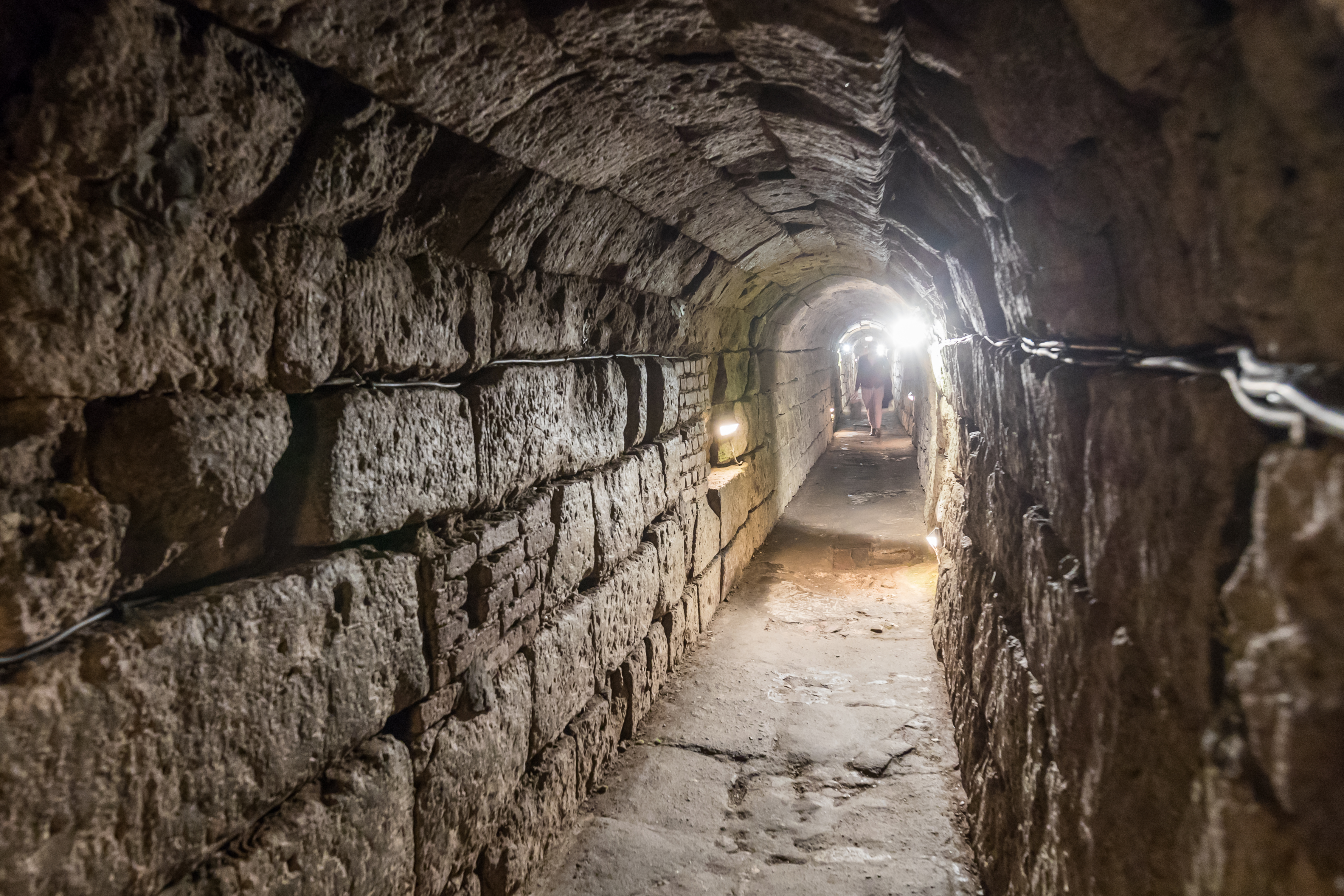
Égout romain à Cologne.

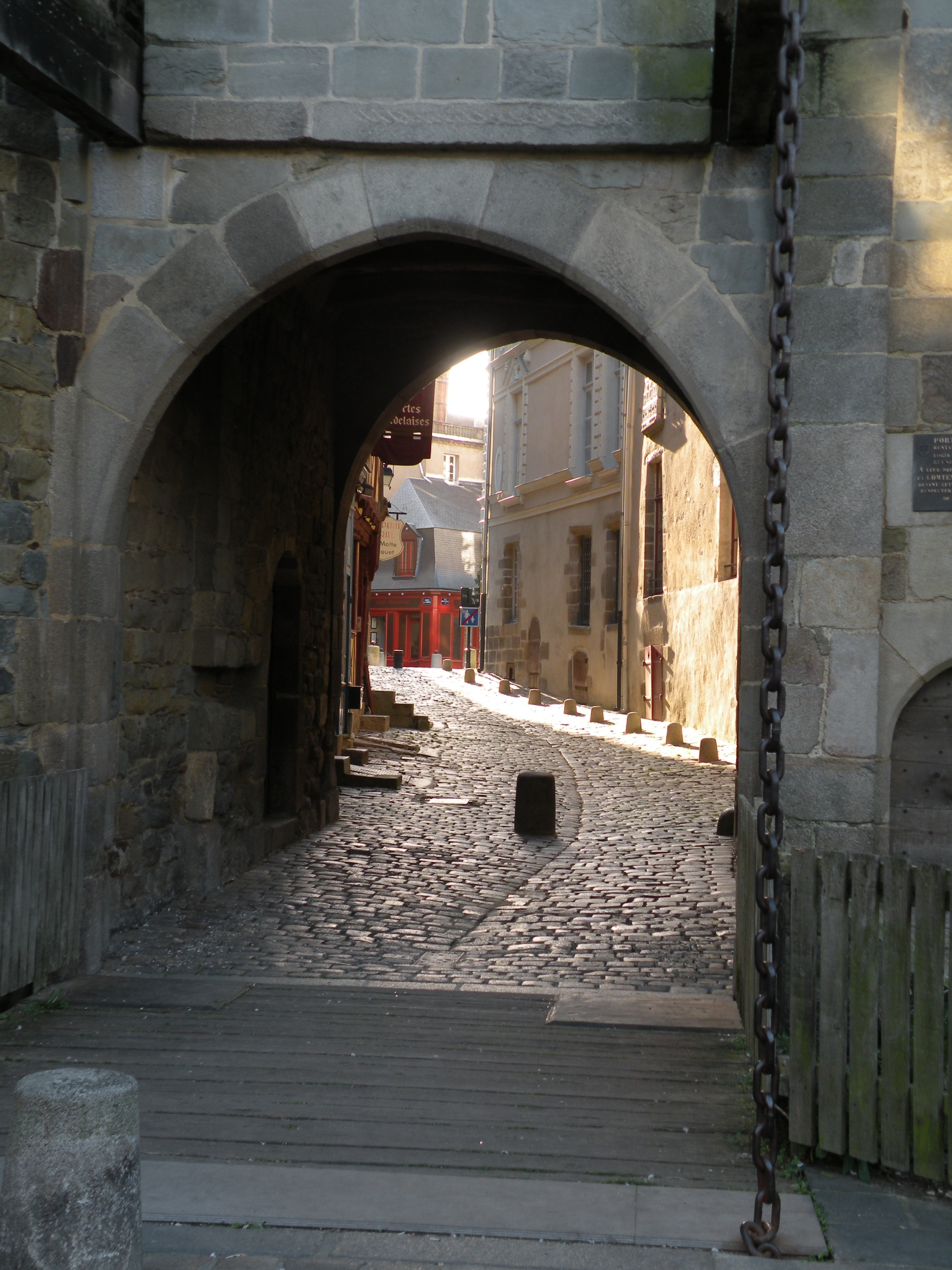
La rue de la Porte mordelaise menant à la cathédrale de Rennes. Les villes médiévales font appel aux vidangeurs professionnels et nomment un responsable de l'hygiène publique. Cet officier veille à l'état des chaussées, à l'entretien des pavés et des caniveaux qui conservent les eaux nauséabondes, les systèmes de chasse mis en place étant plus ou moins efficaces.

Il existe dans les ruines de la ville de Mohenjo-daro bâti au IIIe millénaire av. J.-C. un système complexe d'égouts permettant à la plupart des habitations de la ville d'avoir accès à une salle de bains.
À Akrotiri, les bâtiments indiquent un haut degré de civilisation. Les maisons disposaient de salles de bains à l'étage, reliées à l'égout par des descentes en terre cuite : les tuyaux commençaient à l'étage à un mur extérieur, étaient conduits au rez-de-chaussée à travers le mur et aboutissaient devant la maison, sous la rue, à un des fossés reliés à l'égout.
Le début du Moyen Âge est marqué par un déclin des cités au profit des campagnes, et par une dégradation des infrastructures publiques de l'époque romaine. Les réseaux d'égouts antiques sont ainsi progressivement abandonnés, ils s'embourbent et se perdent. Il résulte de cette situation une dégradation de l'hygiène publique, avec la formation de cloaques constitués des boues formées par les activités urbaines, excréments, mais aussi eaux usées des tanneries, ateliers de teintures, et des boucheries par exemple.
Le développement désordonné des villes médiévales rend difficile la mise en place de réseaux d'égouts souterrains. La chaussée est fréquemment constituée par de la terre, mais des pavés ou des galets sont quelquefois mis en place pour éviter qu'en l'absence de dénivellation et si le terrain est naturellement humide, elle devienne, à chaque orage, un bourbier malodorant. La gestion des déchets se traduit par des réalisations qui débutent par l’usage de simples rigoles creusées à même le sol le long des façades des maisons puis des tranchées maçonnées, les caniveaux. Les rigoles, franchies par une passerelle de bois, sont des fossés plus ou moins grands faisant l'objet d'anecdotes ou de procès-verbaux d’enquêtes judiciaires qui racontent comment des passants éméchés se coincent les pieds dedans, s’y embourbent et s'y noient. Dans bien des cas, les axes majeurs de circulation sont constitués de deux plans inclinés vers un caniveau central, tranchée creusée au milieu des chaussées sans trottoirs de forme concave. Ce dispositif permet de faciliter l'écoulement des eaux de pluie, d'éviter quelques glissades en période d'humidité, et sert de rigole d'écoulement pour évacuer les eaux usées déversées par les habitants (directement depuis les étages dans les maisons à encorbellement, malgré des édits qui en interdisent la pratique), ou les excréments des piétons et des animaux. Ces équipements, pratiques mais sommaires, sont cependant vite saturés : « ils nuisent à l’esthétique urbaine et leurs exhalaisons peuvent être redoutables avec les chaleurs estivales ».
Les gens du peuple qui croisent des aristocrates, des bourgeois ou des gens respectables (par leur âge, leur fonction), doivent se décaler vers le cloaque du centre tandis que ces derniers continuent à « battre le haut du pavé ». Les habitants comptent sur la pluie, et notamment les orages pour curer « naturellement » ces profondes rigoles. Des ruisseaux encaissés, recouverts de dalles ou laissés à l'air libre, prennent parfois le relais, avec plus ou moins d'efficacité en tant que système de chasse d'eau.
Il faudra attendre le XIIe siècle pour que le savoir-faire développé par les Romains soit remis en pratique et que de nouveaux égouts souterrains soient construits en maçonnerie.
Gilles Corrozet parle d'égouts trouvés au Louvre lorsqu'on reconstruisit ce palais en 1538. Il existait, sous le quartier de l'université de Paris, des égouts (romains probablement) qui furent longtemps utilisés et refaits en 1412, parce qu'ils étaient hors de service. Nous avons vu souvent, en faisant des fouilles dans le voisinage d'édifices du Moyen Âge, des restes d'égouts construits en belles pierres de taille. Les établissements religieux et les châteaux féodaux sont déjà munis d'égouts bien disposés et construits dès la fin du XIIe siècle. Il arrive souvent même que ces égouts soient praticables pour des hommes.
Jean Chardin au XVIIe siècle, découvrant la Perse, ne peut que constater que les eaux courantes y sont trop rares pour créer des égouts et donc emporter les ordures.
À Paris le tout-à-l’égout s'impose fin XIXe siècle, conduisant par la suite à une épuration des eaux systématique.

## Surveillance et entretien

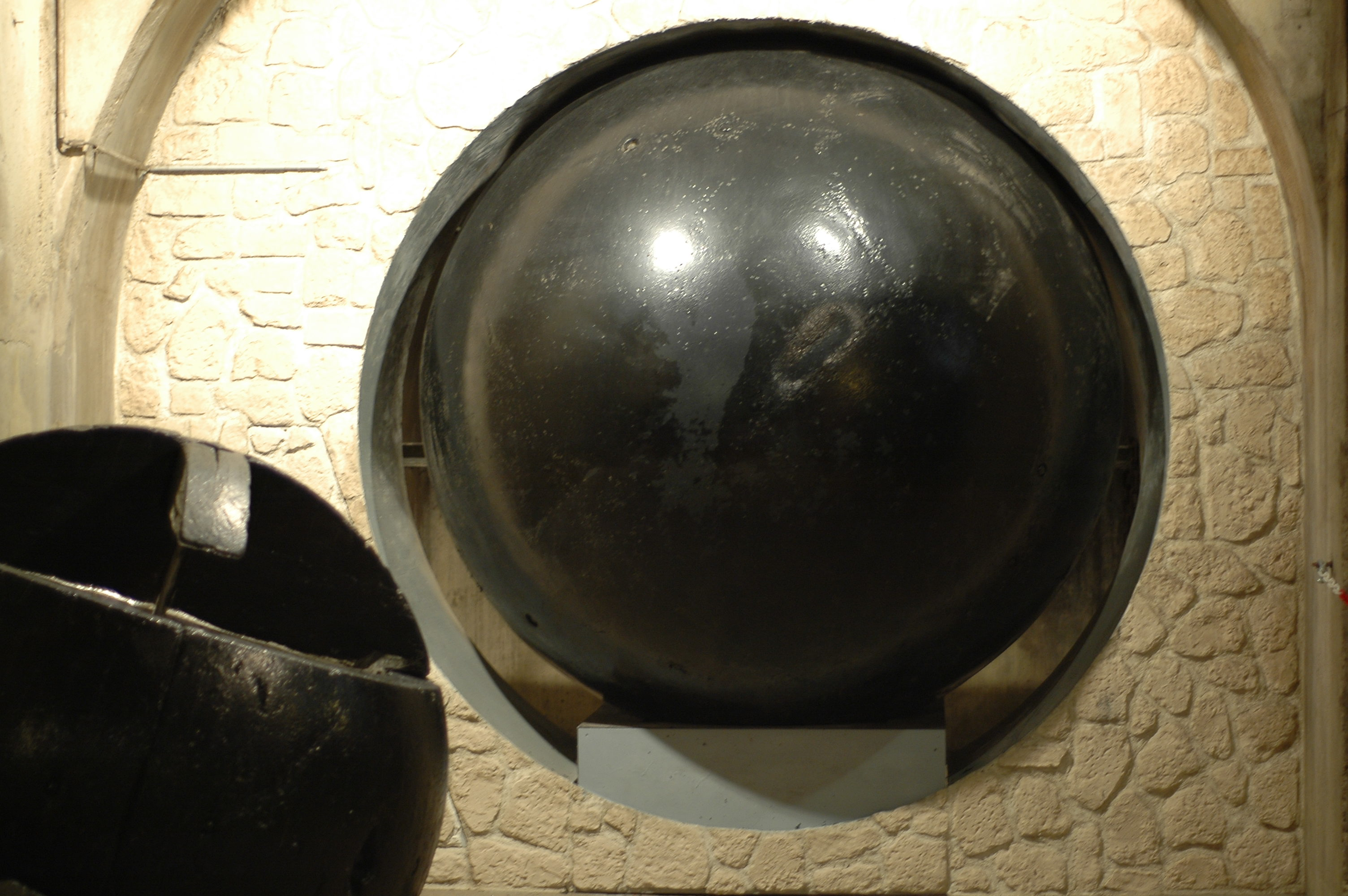
Boule destinée à entretenir les égouts.

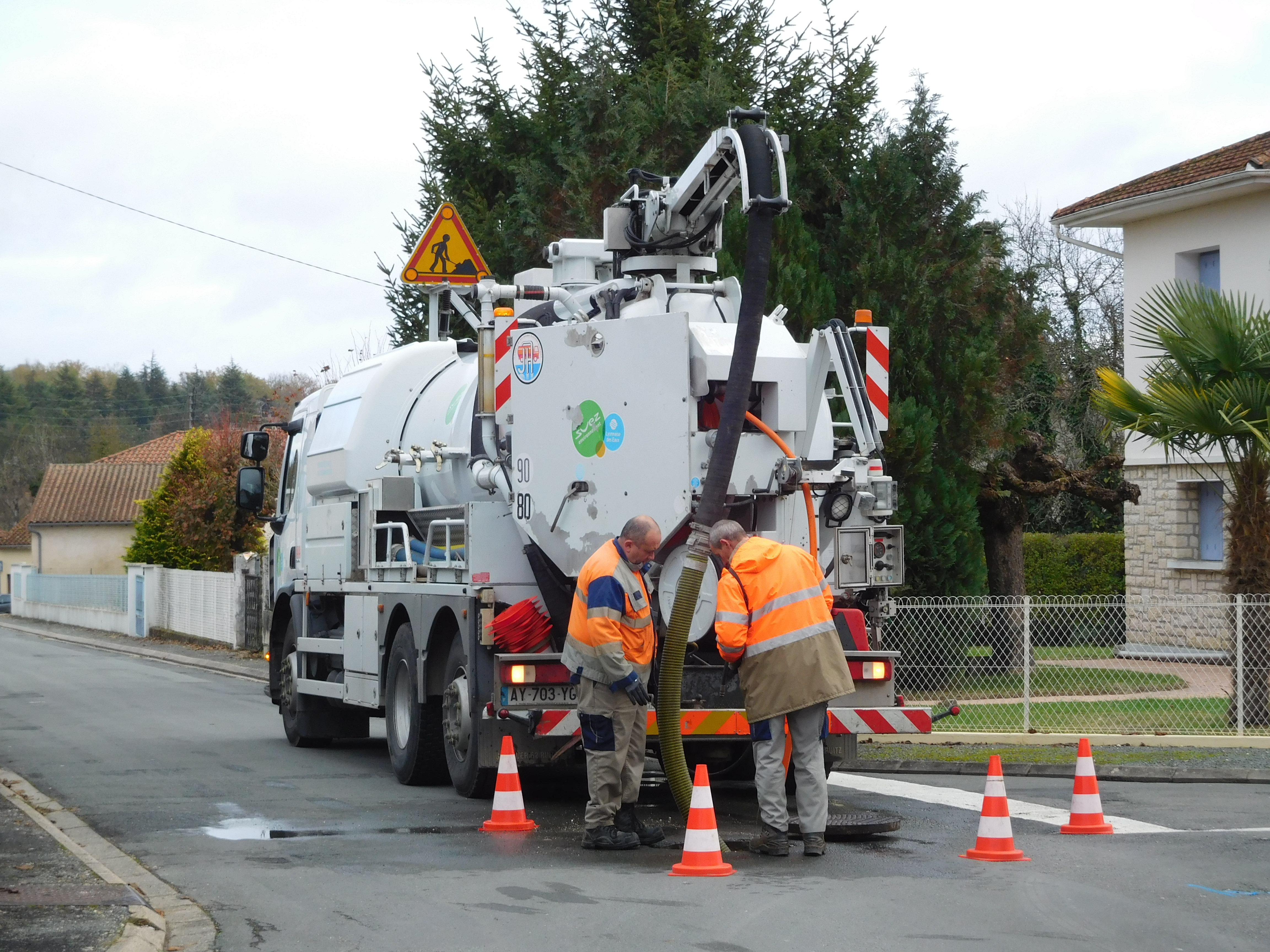
Égoutiers débouchant un égout au moyen d'un combiné hydrocureuse.

Des capteurs et une surveillance physique visent à connaitre quantitativement et qualitativement les flux qui circulent dans les égouts, de manière que ces derniers soient correctement dimensionnés. Ils visent aussi à vérifier le bon état des installations.
Divers types de robots peuvent servir à inspecter l'intérieur des canalisations de divers diamètres et/ou à les nettoyer, y supprimer les racines d'arbres qui s'y seraient développées, etc. Depuis peu des systèmes de tuyaux ou de coudes transparents, que l'on peut éventuellement surveiller via une webcam permettent aussi de localement visualiser le flux ou optimiser sa circulation des effluents.
L'entretien des égouts est parfois réalisé depuis la surface ou, le plus souvent, en profondeur même. On appelle « égoutiers » les professionnels chargés de manœuvrer les bateaux vannes, les boules de curage, les vannes et le reste du matériel. Leur mission est double :
- empêcher le bouchage des égouts, y compris par d'éventuelles racines de végétaux qui auraient réussi à s'y infiltrer ;
- gérer l'afflux variable d'eau.

C'est pour cela que des bassins de retenue d'eau de pluie, d'une très grande capacité, sont aménagés.
Certaines villes (en zone inondable ou zones de mousson par exemple) sont très exposées aux risques de débordements d'égouts unitaires ou de dysfonctionnement dus à des intrusions massives d'eau de ruissellement ou d'inondation, avec des risques pour la qualité de l'eau potable, souterraine ou de surface.
La technologie tend à se généraliser dans les réseaux modernes. Le système est construit de façon à pouvoir fonctionner avec une relative autonomie, le flux d'eau récurant directement l'égout. Les boules de nettoyage sont de diamètre juste inférieur à la largeur du conduit. À Paris, les égouts sont sur plusieurs niveaux avec répartition du niveau des égouts entre les différents secteurs en cas de fortes pluies.

## Le métier d'égoutier
Ce métier est exigeant, pénible, et expose à des risques particuliers, dont par exemple le risque infectieux, avec notamment la leptospirose véhiculée par les rats, mais aussi, localement une exposition à des rejets radioactifs et à d'autres facteurs de réduction de l'espérance de vie : selon une étude de 2006, publiée par l’INRS, un égoutier meurt 7 ans plus tôt qu’un ouvrier qui lui même meurt bien plus tôt qu'un cadre).

## Valorisation de matière, d'eau ou d'énergie à partir des égouts

### Récupération d'énergie
Il est possible, en aval, au niveau de la station d'épuration, de méthaniser les effluents (le méthane alimente par exemple les bus de la communauté urbaine de Lille).
Dans le cadre de son Plan climat, Paris et la Compagnie parisienne de chauffage urbain (CPCU) ont en 2010 expérimenté la récupération de chaleur dans les égouts. La chaleur est récupérée au moyen de pompes à chaleur et d'échangeurs de chaleur pour être - via les réseaux de chaleur - utilisée pour chauffer des écoles (première expérience avec le groupe scolaire Wattignies, du XIIe arrondissement), piscines, gymnases, bâtiments administratifs, etc. Les circuits seront pour des raisons évidentes d'hygiène totalement sécurisés et étanches.

### Récupération d'eau
Dans les régions manquant d'eau, les réseaux d'eaux pluviales, voire les réseaux d'égouts sont une source potentielle d'eaux d'irrigation, à utiliser avec prudence en raison de leurs teneurs souvent élevées en métaux et/ou microbes ou autres substances indésirables (ex : mercure perdu par les cabinets dentaires, provenant des amalgames dentaires).
Dans les villes très peuplées les flux d'eau circulant dans les égouts sont plus importants parfois que les fleuves ou rivières qui traversent ces villes, ce qui fait des égouts un élément (et une « ressource renouvelable ») de l'hydrologie urbaine.

### Récupération de matières précieuses
Dans les poussières routières et urbaines, évacuées en partie vers les réseaux d'eau pluviale, d'autres DTQD (issu des pots catalytiques) dont des métaux rares et précieux du groupe du platine.
Ils pourraient peut-être à l'avenir être récupérés et valorisés.

## Égout, environnement et santé

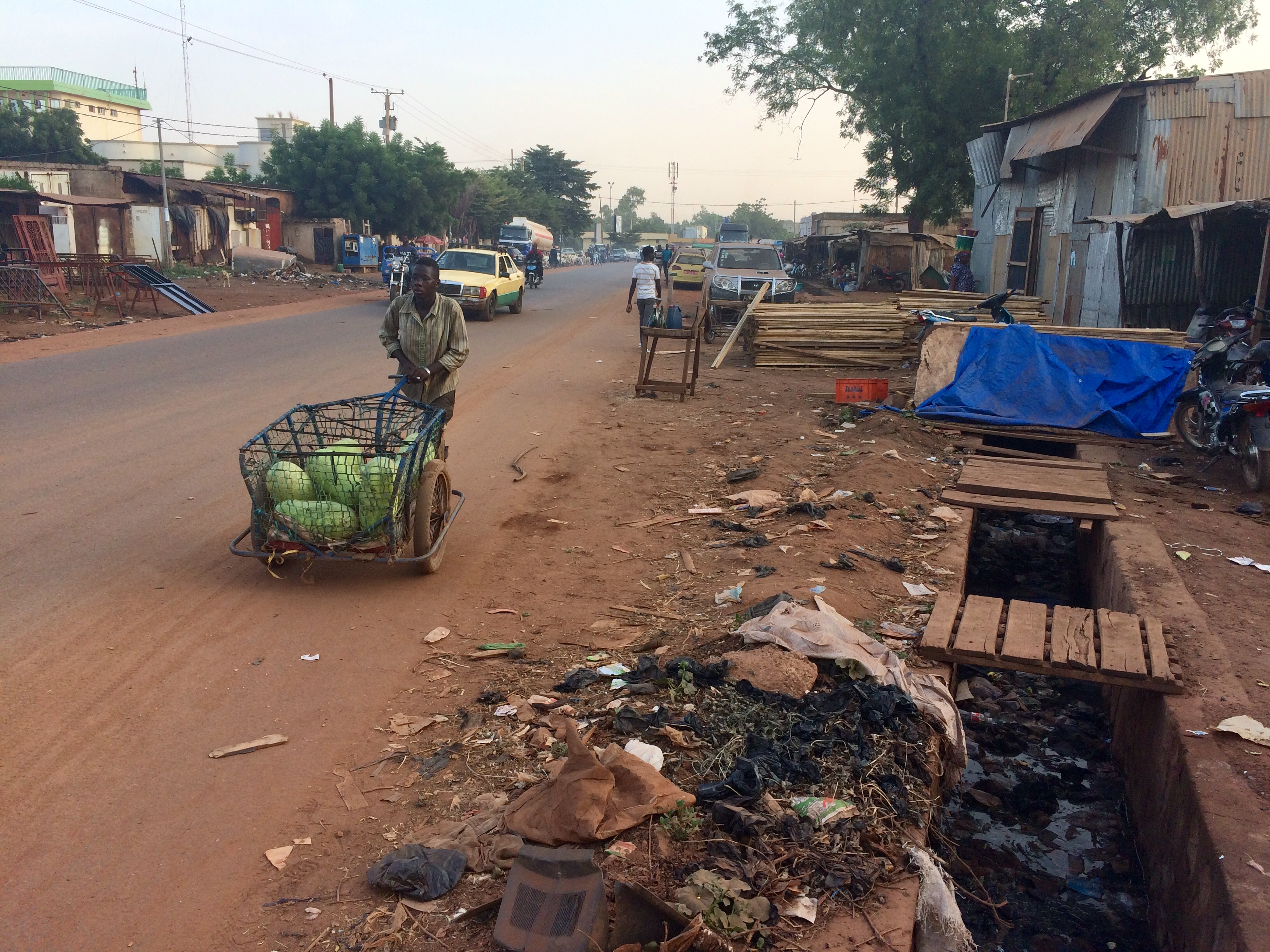
Égout à Bamako, au Mali.

### Risques pour l'environnement
Les égouts présentent beaucoup d'avantages environnementaux, mais s'ils ne sont pas étanches, ils peuvent contaminer les nappes et des puits. De plus, certains microbes et parasites indésirables et espèces considérés comme de bons vecteurs biologiques (rats, cafards, mouches, etc.) peuvent y trouver des milieux propices à leur développement.
Quand les égouts conduisent directement dans le milieu naturel, sans passage par une station d'épuration (ou lagunage) performante, ils sont sources de nombreux polluants et eutrophisants, ainsi que d'une flore microbienne qui peut perturber le milieu récepteur autour de l'émissaire et en aval parfois.

### Risques pour la santé
Si les systèmes d'égouts ont amélioré l'hygiène urbaine de surface, ils sont sources de problèmes sanitaires pour le personnel qui les entretient, et pour les riverains en cas de défaillance (débordements, émanations de H2S). Des impacts écotoxicologiques et écoépidémiologiques pourraient être associés, en zone périurbaine notamment.
À titre d'exemple, selon une étude réalisée par l'Inserm avec la mairie de Paris (parue en 2010), les égoutiers parisiens vivraient 17 ans de moins que la moyenne nationale, et l'espérance de vie des égoutiers parisiens serait même en baisse (l'étude n'a pas pu identifier les causes de cette baisse).
Les égoutiers sont exposés à des émanations chimiques dont la plus connue et redoutée est le sulfure d'hydrogène (H2S) qui est source de problèmes respiratoires, éventuellement rapidement mortels, mais aussi en cas d'exposition à long terme à des accidents cardio-vasculaires, des problèmes du tube digestif, avec diarrhées à répétition, etc., à de nombreux microbes (issus des excréments, des déchets organiques ou véhiculés par les rats), dont le virus de l’hépatite E. Longtemps les égoutiers n'ont pas été informés ou protégés, et une partie des maladies graves, allergies (cutanées notamment), troubles respiratoires et œdèmes oculaires, etc. et les risques qu'ils subissent ne sont pas encore reconnus par les administrations sanitaires.
Les égoutiers disposent d'un détecteur de gaz (qui les alerte sur la présence d'un ou plusieurs gaz ou sur le manque d'oxygène). Voir aussi Oxymètre.
Les opérations de réparation et de nettoyage (au nettoyeur haute-pression notamment) sont également sources d'aérosols et poussières qui peuvent être inhalés ou se déposer sur la peau et les vêtements et objets (les transformant en fomites, c'est-à-dire en vecteurs de microbes). Certaines administrations urbaines cherchent « à se débarrasser du problème en privatisant ». Selon le service médical de la mairie de Paris, par rapport à un ouvrier moyen de la région parisienne, un égoutier a 97 % de risque en plus de développer un cancer de l'œsophage, plus 85 % pour le cancer du foie et plus 59 % pour le cancer de l'oropharynx . De plus, « la mortalité a augmenté de 56 % en dix ans ».